# Surf music
Surf rock ou surf music é um subgênero do rock associada à cultura do surfe, particularmente no Sul da Califórnia. Foi especialmente popular de 1962 a 1964 em duas formas principais. O primeiro é o surf instrumental, distinguido por guitarras elétricas encharcadas de reverberação tocadas para evocar o som de ondas quebrando, em grande parte criadas por Dick Dale e Del-Tones. O segundo é o surf vocal, que tomou elementos do som original do surf e acrescentou harmonias vocais, um movimento liderado pelos Beach Boys.
Dick Dale desenvolveu o som da surf music do rock instrumental, onde adicionou influências das músicas do Oriente Médio e do México, uma reverberação de primavera e as características de seleção rápida e alternativa. Seu sucesso regional "Let's Go Trippin'" (1961) lançou a mania da surf music, inspirando muitos outros a adotarem a abordagem.
O gênero alcançou a exposição nacional quando foi representado por grupos vocais como os Beach Boys e Jan and Dean. Dale é citado em tais grupos: "Eles estavam surfando sons [com] letras de surfe. Em outras palavras, a música não era surfar música. As palavras os fizeram surfar músicas ... Essa foi a diferença ... a verdadeira surf music é instrumental.
No auge de sua popularidade, a surf music rivalizava com girl groups e a soul music da gravadora Motown pelas principais tendências da música popular americana. Às vezes é referido como intercambiável com o California Sound. Durante os últimos estágios da mania de surf music, muitos de seus grupos começaram a escrever canções sobre carros e garotas; isso foi mais tarde conhecido como hot rod rock.
Por ser um surfista e músico, Jack Johnson é erroneamente classificado como surf music.

## Surf instrumental

### Formato

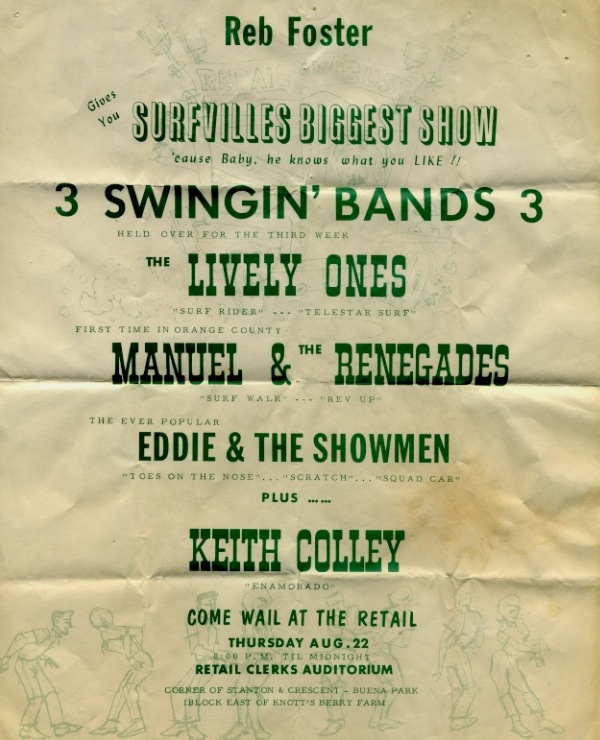
Flyer de um show com artista de surf em 1963

A surf music surgiu no final dos anos 50 como música um tipo de rock and roll instrumental, quase sempre em um compasso 4/4 (ou comum), com um ritmo médio a rápido. O som era dominado por guitarras elétricas que foram particularmente caracterizadas pelo uso extensivo da reverberação "wet" de primavera que foi incorporado aos amplificadores da Fender de 1961, que é pensado para emular o som das ondas. O Fender Reverb Unit separado que foi desenvolvido pela Fender em 1961 (em oposição a reverberação que foi incorporada como um recurso de amplificador integrado) foi o primeiro tom de reverberação de surf "wet". Esta unidade é o efeito de reverberação ouvido nos discos de Dick Dale, e outros como "Pipeline" dos Chantays e "Point Panic" da banda The Surfaris. Ele tinha mais de um tom "corajoso" wet do que o "construído em" amp reverb, devido a um circuito diferente.
Os guitarristas também usaram o braço de vibrato em sua guitarra para dobrar o tom das notas para baixo, efeitos de tremolo eletrônico e um tremolo rápido (alternado). Os modelos de guitarra favorecidos incluíam aqueles feitos pela Fender (particularmente as guitarras Jazzmaster, Jaguar e Stratocaster), Mosrite, Teisco ou Danelectro, geralmente com captadores de bobina simples (que tinham agudos altos em contraste com captadores humbucker de bobina dupla). A música surf foi um dos primeiros gêneros a adotar universalmente o baixo elétrico, particularmente o Fender Precision Bass. As clássicas baterias de surf costumavam ser Rogers, Ludwig, Gretsch ou Slingerland. Algumas canções populares também incorporaram um saxofone tenor ou barítono, como em "Surf Rider" (1963) de The Lively Ones e "Comanche" (1961) de The Revels. Frequentemente, um órgão elétrico ou um piano elétrico caracterizavam-se como uma harmonia de apoio.

### História

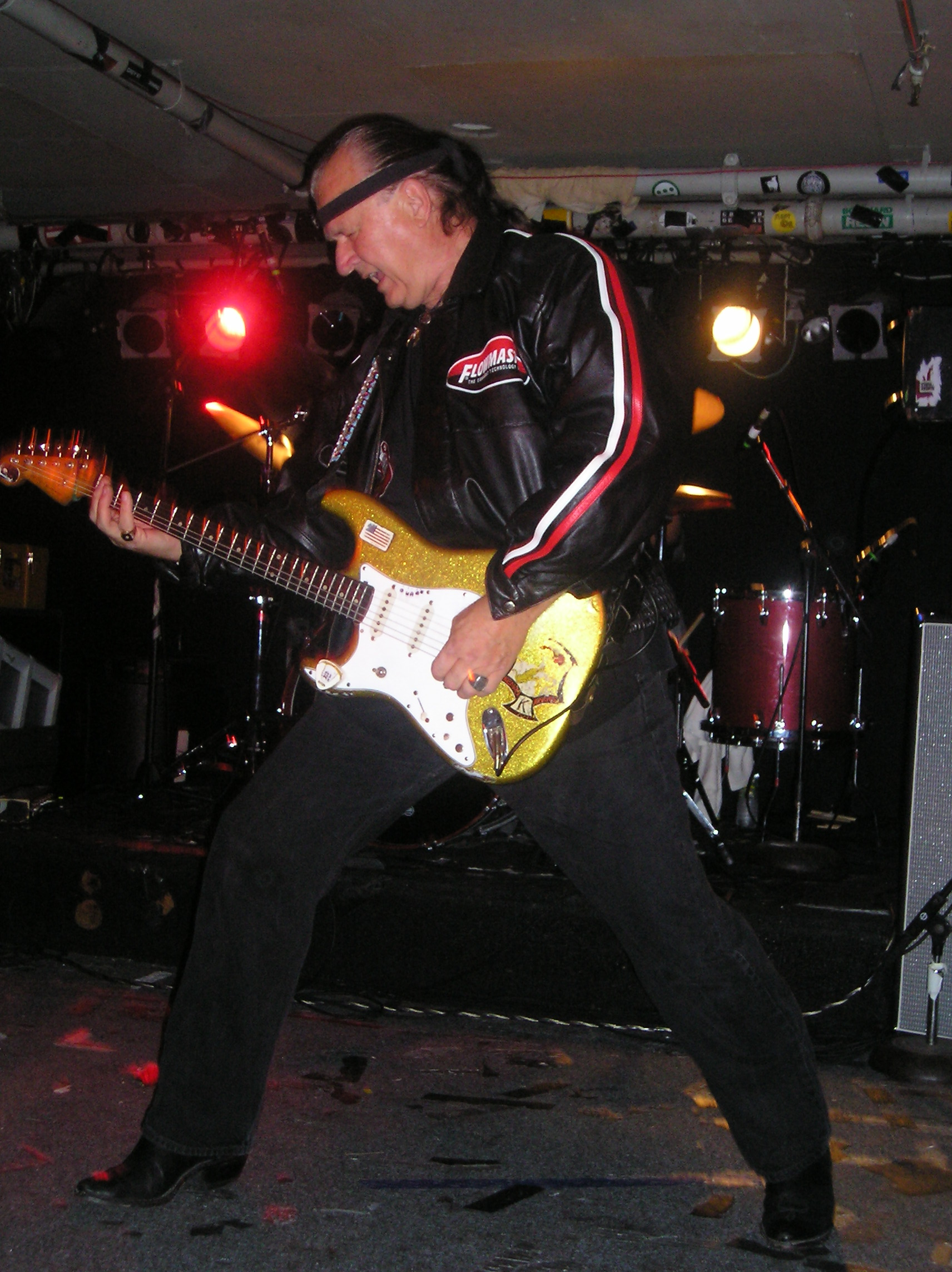
Dick Dale em 2005

No início dos anos 1960, o rock instrumental foi pioneiro com sucesso por artistas como Link Wray, The Ventures e Duane Eddy. Esta tendência foi desenvolvida por Dick Dale, que acrescentou influências da música do Oriente Médio e do México, a reverberação distinta  (dando a guitarra um som "wet"), e a característica de seleção rápida e alternada do gênero (influenciado pela música árabe, que Dale aprendeu com seu tio libanês). Suas apresentações no Rendezvous Ballroom em Balboa, Califórnia, durante o verão de 1961, e seu sucesso regional "Let's Go Trippin'" mais tarde naquele ano, lançaram a mania da surf music, que ele seguiu com sucessos como "Misirlou" (1962).
Como Dale e seus Del-Tones, a maioria das primeiras bandas de surf foram formadas no sul da Califórnia, com o Orange County em particular tendo uma forte cultura do surfe, e o Rendezvous Ballroom em Balboa sediou muitos shows de estilo surf. Grupos como The Bel-Airs (cujo hit "Moto", influenciado pelas performances anteriores de Dale, foi lançado um pouco antes de "Let's Go Trippin"), The Challengers (com seu álbum Surfbeat) e depois Eddie & os Showmen seguiram Dale para o sucesso regional.
The Chantays marcou um top ten hit nacional com "Pipeline", atingindo o número 4 em maio de 1963. Provavelmente, o único mais famoso hit de surf foi "Wipe Out" pelo grupo The Surfaris, com sua introdução de uma risada perversa; Surfaris também eram conhecidos por seus solos de guitarra e bateria, e Wipe Out chegou ao número dois no Hot 100 em agosto de 1963 e número 16 em outubro de 1966. O grupo também teve dois outros sucessos globais, "Surfer Joe" e "Point Panic".
A crescente popularidade do gênero levou grupos de outras áreas a tentar sua mão. Estes incluíram The Astronauts, de Boulder, Colorado; The Trashmen, de Minneapolis, Minnesota, que alcançou o número 4 com "Surfin 'Bird" em 1964; e The Rivieras, de South Bend, Indiana, que alcançou o número 5 em 1964 com "California Sun". The Atlantics, de Sydney, Austrália, não eram músicos exclusivamente de surf, mas deram uma contribuição significativa ao gênero, sendo o exemplo mais famoso o hit "Bombora" (1963). Também de Sydney estavam The Denvermen, cujo instrumental lírico "Surfside" alcançou o número 1 nas paradas australianas. Outra banda de surf australiana que era conhecida fora do cenário de surf do seu próprio país foi The Joy Boys, banda de apoio do cantor Col Joye; seu hit "Murphy the Surfie" (1963), posteriormente teve uma versão cover pelos Surfaris.
Bandas europeias nessa época geralmente se concentravam mais no estilo do grupo de rock instrumental britânico The Shadows. Um exemplo notável de surf instrumental europeu é a versão de "Misirlou" pelabanda espanhola Los Relámpagos. The Dakotas, que eram a banda de apoio britânica do cantor Merseybeat Billy J. Kramer, ganharam alguma atenção como músicos de surf com "Cruel Sea" (1963), que foi posteriormente ganhou versão cover pelos Ventures, e eventualmente outras bandas de surf instrumental, incluindo os Challengers e os Revelairs.

### Produtores
Herb Alpert fez parte do gênero, produzindo para Jan & Dean. Tony Hilder, dono da gravadora Impact, foi um prolífico produtor de música do surfe. Seu nome como editor, produtor etc., aparece em muitos registros, tanto nos discos de 45 rotações como nos álbuns. Se não fosse pelo fraco crédito nas liberações orçamentárias, seu nome teria aparecido em mais. Gary Usher foi produtor, arranjador e escritor. Seu trabalho incluiu os Surfaris e os Hondells. Ele também escreveu "409" e "In My Room", que foram hits para os Beach Boys.

## Surf vocal

### Distinções

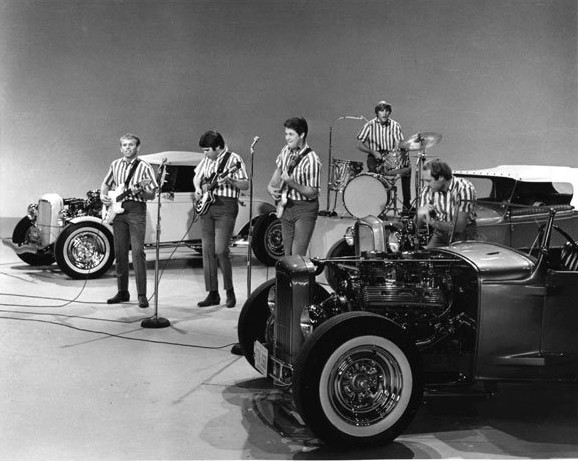
Os Beach Boys tocando "I Get Around" em 1964

Em The Encyclopedia of Surfing, de Matt Warshaw, ele observa: "A surf music é dividida em duas categorias: a forma instrumental pulsante, pesada e reverberada, exemplificada pelo guitarrista Dick Dale, e o estilo vocal harmônico de voz suave e multipista inventado pelos Beach Boys. Os puristas argumentam que a música surf é por definição instrumental."
Esta segunda onda da surf music foi liderada pelos Beach Boys, um grupo cuja principal distinção entre os músicos de surf anteriores era que eles projetavam uma visão de mundo. Em 1964, o líder do grupo e principal compositor, Brian Wilson, explicou: "Não foi uma coisa consciente construir nossa música em torno do surfe. Nós apenas queremos ser identificados com os interesses de crianças pequenas." Um ano depois, ele expressaria: "Eu odeio a chamada música "surfin". É um nome que as pessoas batem em qualquer som da Califórnia. Nossa música é por direito 'o som do Beach Boy' - se alguém tiver que rotulá-la."
O surf vocal pode ser interpretado como uma variante regional do doo wop, com harmonias fortes no coro de uma música em contraste com o canto scat. De acordo com o musicólogo Timothy Cooley, "como o surf rock instrumental com seu gosto pela forma de blues de doze compassos, a versão vocal da surf music atraiu muitos elementos-chave dos gêneros afro-americanos ... o que tornou os Beach Boys, os únicos a capturarem a imaginação do país e do mundo sobre o emergente estilo de vida New Surfing agora no Sul da Califórnia, bem como o estilo sutil de composição e técnicas de produção que identificam o som dos Beach Boys. ” Em 1963, Murry Wilson, pai de Brian que também atuou como o empresário dos Beach Boys, ofereceu sua definição de surf music: "A base da surf music é uma figuração do rock and roll, juntamente com uma guitarra lead estranha, uma guitarra elétrica, e saxofones lamentando. A surf music tem que soar destreinada com um certo sabor áspero, a fim de atrair os adolescentes ... quando a música fica boa demais e polida demais, não é considerada a coisa real."

#### Hot rod rock

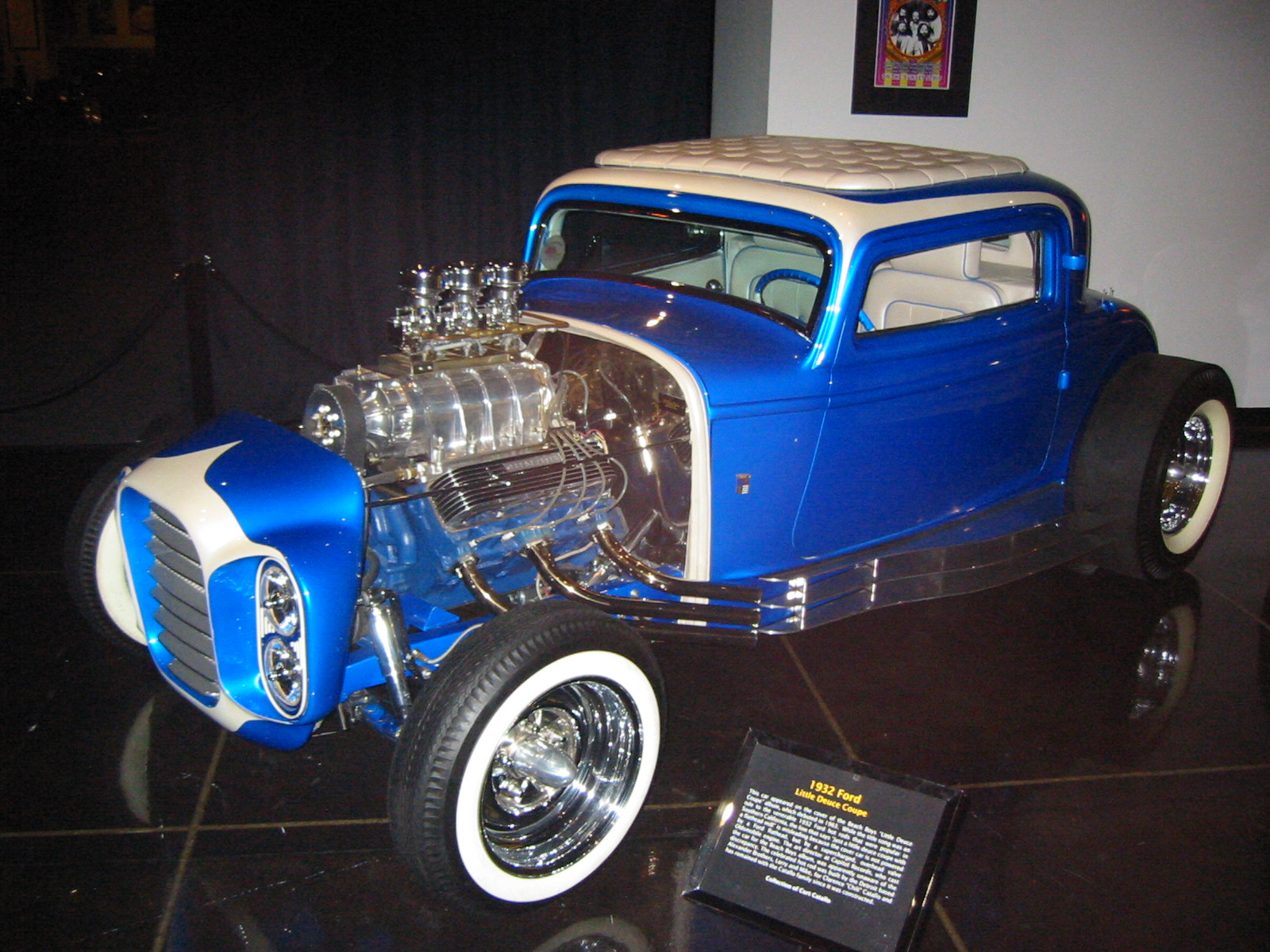
O Ford 1932 que apareceu na capa do álbum dos Beach Boys, Little Deuce Coupe (1963)

A hot rod music, ou hot rod rock, evoluiu da surf music. De acordo com o The Ultimate Hot Rod Dictionary, de Jeff Breitenstein: "Enquanto os carros e, em menor grau, os hot rods têm sido um tema relativamente comum e duradouro na música popular americana, o termo hot rod é mais frequentemente associado com o singular "California sound", a música começo ao meio dos anos 1960 ... e foi definida por suas harmonias vocais ricas, guitarras elétricas amplificadas (geralmente da marca Fender) e letras orientadas para jovens (na maioria das vezes celebrando hot rods e, mais amplamente, surf e garotas)."
Autor David Ferrandino escreveu que "os tratamentos musicais dos Beach Boys de carros e pranchas são idênticos", enquanto o autor Geoffrey Himes elaborou diferenças "sutis": "Traduzir o formato de surf music em melodias não foi difíceis [...] Se a surf music era muito Dick Dale e um pouco de Chuck Berry, a hot rod musicera um pouco mais Berry e um pouco menos Dale - ou seja, staccato menos percussivo e riffs mais batucados, em vez de gírias sobre ceras e tábuas; você usou gírias sobre carburadores e pistões; em vez de citar as melhores praias de surfe, citou os apelidos para as principais faixas de corrida de arrasto; em vez de avisar sobre os perigos de um 'Wipe Out', vocês avisavam sobre a "Dead Man's Curve" (Curva do Homem Morto).

#### Popularidade
No final de 1961, os Beach Boys tiveram seu primeiro hit nas paradas, "Surfin", que chegou ao número 75 na Billboard Hot 100, seguido por "Surfin' USA" (1963) e "Surfer Girl" (1963), que alcançou o Top 10. Em meados de 1962, o grupo lançou "Surfin 'Safari". A canção atingiu o número 14 e ajudou a lançar a mania do surf rock em um fenômeno nacional. Breitenstein escreve que o rock hot rod ganhou popularidade nacional a partir de 1962 com o "409" dos Beach Boys, que é creditado como o início da mania da música hot rod, que durou até 1965. o movimento hot rod ao lado de Wilson, incluindo o compositor-produtor-músico Gary Usher e o DJ Roger Christian.
Wilson, em seguida, co-escreveu "Surf City" (1963) para Jan e Dean, que passou duas semanas no topo da parada da Billboard Top 100 em julho de 1963. [35] Na esteira do sucesso dos Beach Boys, muitos singles de novos grupos de surf e hot rod foram produzidos por grupos de Los Angeles. Himes observa: "A maioria deles não eram grupos reais; eles eram apenas um cantor ou dois apoiados pelo mesmo grupo de músicos de estúdio: muitas vezes incluindo Glen Campbell, Hal Blaine e Bruce Johnston. Em apenas um único clique, um grupo seria montado às pressas e enviado em turnê. Era uma mistura estranha de amadorismo e profissionalismo. " Artistas de apenas um sucesso incluíram Bruce & Terry com" Summer Means Fun", The Rivieras com" California Sun " , Ronny & the Daytonas com "GTO", e The Rip Chords com "Hey Little Cobra". Os dois últimos hits atingiram o top ten, mas o único outro ato a alcançar sucesso sustentado com a fórmula foi Jan & Dean. O grupo de hot tod, The Fantastic Baggys, escreveu muitas canções para Jan & Dean e também fez alguns vocais para o duo.

## Declínio
A mania da surf music, juntamente com as carreiras de quase todos os artistas de surf music, foi efetivamente encerrada pela Invasão britânica no início de 1964. Os emergentes rock de garagem, folk rock, blues rock e depois gêneros de rock psicodélico também contribuíram para o declínio do surf rock. Os Beach Boys sobreviveram à invasão diversificando sua abordagem musical. Brian explicou a Teen Beat: "Nós precisávamos crescer. Até esse momento nós tínhamos cada ideia seca ... Nós tínhamos feito todos os ângulos possíveis sobre surf e depois fizemos a rotina do carro. Mas nós precisávamos crescer artisticamente". Após o declínio da surf music, os Beach Boys continuaram produzindo uma série de singles e álbuns de sucesso, incluindo o divergente Pet Sounds (1966). Posteriormente, eles se tornaram o único grupo americano de rock ou pop que poderia rivalizar com os Beatles. A banda só retornaria com moderação aos temas do hot rod e do surf, começando com "Do It Again", de 1968.

## Influência e revival
A guitarra de rock instrumental foi usado no tema do primeiro filme da franquia James Bond, Dr. No em 1962, gravado por Vic Flick com o John Barry Seven. O tema se tornou uma assinatura para os filmes de James Bond e influenciou a música dos filmes de espionagem dos anos 60. A surf music também influenciou vários músicos de rock posteriores, incluindo Keith Moon, do The Who, East Bay Ray do Dead Kennedys, e o guitarrista dos Pixies, Joey Santiago. Durante meados da década de 1990, o surf rock experimentou um renascimento do surf, incluindo Dick Dale mais uma vez, em parte devido à popularidade do filme Pulp Fiction (1994), que usou "Misirlou" de Dale e outras canções de surf rock. a trilha sonora Novas bandas de surf foram formadas, incluindo Arc Isla, Jon e os Nightriders, Man or Astro-man?, The Mermen, Los Straitjackets e The New Electric Sound. Em 2012, a Orchestra Nova San Diego estreou "Surf", uma homenagem sinfônica à surf music, ao oceano e ao surfe, do compositor clássico Joseph Waters.

### Surf punk
O surf punk é um renascimento do som original do surf. Foi iniciado no final dos anos 1970 e início dos anos 80 por grupos como Forgotten Rebels do Canadá - que lançou "Surfin 'on Heroin" em 1981 - e Agent Orange de Orange County, que gravou versões cover de clássicos do surf como "Misirlou", "Mr Moto" e "Pipeline" no mesmo ano, com Greg Prato, da AllMusic, chamando a banda de "influente" e "um passo à frente do resto do punk/hardcore". O gênero está relacionado ao skate punk, que ganhou proeminência ao mesmo tempo, nas cidades de Orange County, que alimentou a primeira onda de surfistas. A banda de skatepunk JFA combinou o "Police Truck" do Dead Kennedys com o "Pipeline" dos Chantays para criar a homenagem ao surfe e skate "Pipe Truck".

## No Brasil
O Brasil teve como principais artistay do gênero The Jet Blacks, The Clevers (que posteriormente, viraria Os Incríveis) e Lulu Santos.Erasmo Carlos também lançou discos com influências da surf music, mas precisamente no seu primeiro disco A Pescaria. Nos discos O Tremendão e Você Me Acende (embora não tão expressivos), também apresentaram influências do gênero. O parceiro, Roberto Carlos, também apresenta influências da surf music em discos como É Proibido Fumar Broto do Jacaré e Roberto Carlos Canta para a Juventude. Nenhuma banda incorporou tão bem o espírito da surf music como a banda carioca João Penca e seus Miquinhos Amestrados, que ganhou o estrelato no início dos anos 80 com músicas como Calúnias (Telma, Eu Não Sou Gay), Lágrimas de Crocodilo, Romance em Alto Mar, Matinê no Rian, Papa Umama, S.O.S. Miquinhos e Popstar.